# Diocesi di Sanggau
La diocesi di Sanggau (in latino Dioecesis Sanggauensis) è una sede della Chiesa cattolica in Indonesia suffraganea dell'arcidiocesi di Pontianak. Nel 2022 contava 340.233 battezzati su 707.493 abitanti. È retta dal vescovo Valentinus Saeng, C.P.

## Territorio
La diocesi comprende parte della provincia indonesiana di Kalimantan Occidentale sull'isola di Borneo.
Sede vescovile è la città di Sanggau, dove si trova la cattedrale del Sacro Cuore di Gesù.
Il territorio si estende su 18.392 km² ed è suddiviso in 26 parrocchie, che fanno capo a 4 decanati.

## Storia
La prefettura apostolica di Sekadau fu eretta il 9 aprile 1968 con la bolla Quandoquidem condere di papa Paolo VI, ricavandone il territorio dall'arcidiocesi di Pontianak e dalla diocesi di Ketapang.
L'8 giugno 1982 per effetto della bolla Quam maxime di papa Giovanni Paolo II al territorio della prefettura apostolica è stato aggregato il decanato di Sanggau, fino ad allora appartenente all'arcidiocesi di Pontianak; contestualmente la circoscrizione ecclesiastica è stata elevata al rango di diocesi e ha assunto il nome attuale.
L'11 settembre 2018 è stata consacrata la nuova cattedrale della diocesi.

## Cronotassi dei vescovi
Si omettono i periodi di sede vacante non superiori ai 2 anni o non storicamente accertati.
- Michele Di Simone, C.P. † (31 luglio 1968 - 1972 dimesso)
- Domenico Luca Spinosi, C.P. (1º settembre 1972 - 8 giugno 1982 dimesso)
  - Sede vacante (1982-1990)[2]
- Giulio Mencuccini, C.P. (22 gennaio 1990 - 18 giugno 2022 ritirato)
- Valentinus Saeng, C.P., dal 18 giugno 2022

## Statistiche
La diocesi nel 2022 su una popolazione di 707.493 persone contava 340.233 battezzati, corrispondenti al 48,1% del totale.
| anno | popolazione | popolazione | popolazione | presbiteri | presbiteri | presbiteri | presbiteri                | diaconi | religiosi | religiosi | parrocchie |
| anno | battezzati  | totale      | %           | numero     | secolari   | regolari   | battezzati per presbitero | diaconi | uomini    | donne     | parrocchie |
| ---- | ----------- | ----------- | ----------- | ---------- | ---------- | ---------- | ------------------------- | ------- | --------- | --------- | ---------- |
| 1970 | 14.539      | 150.000     | 9,7         | 10         |            | 10         | 1.453                     |         | 11        |           |            |
| 1980 | 30.417      | 163.000     | 18,7        | 15         | 1          | 14         | 2.027                     | 1       | 28        | 9         | 6          |
| 1990 | 143.371     | 429.757     | 33,4        | 33         | 4          | 29         | 4.344                     |         | 41        | 48        | 11         |
| 1999 | 227.390     | 501.211     | 45,4        | 37         | 8          | 29         | 6.145                     |         | 58        | 47        | 16         |
| 2000 | 233.281     | 505.236     | 46,2        | 41         | 11         | 30         | 5.689                     |         | 46        | 44        | 16         |
| 2001 | 241.576     | 516.378     | 46,8        | 41         | 10         | 31         | 5.892                     |         | 49        | 52        | 18         |
| 2002 | 252.244     | 522.025     | 48,3        | 37         | 13         | 24         | 6.817                     |         | 46        | 48        | 18         |
| 2003 | 258.041     | 527.245     | 48,9        | 44         | 15         | 29         | 5.864                     |         | 53        | 47        | 20         |
| 2004 | 265.492     | 530.043     | 50,1        | 43         | 13         | 30         | 6.174                     |         | 55        | 49        | 20         |
| 2014 | 339.077     | 629.436     | 53,9        | 60         | 24         | 36         | 5.651                     |         | 85        | 57        | 23         |
| 2017 | 357.017     | 565.600     | 63,1        | 60         | 24         | 36         | 5.950                     |         | 81        | 67        | 25         |
| 2020 | 373.932     | 762.507     | 49,0        | 62         | 24         | 38         | 6.031                     |         | 88        | 58        | 26         |
| 2022 | 340.233     | 707.493     | 48,1        | 70         | 26         | 44         | 4.860                     |         | 94        | 78        | 26         |